# Dominique Bianchi
Dominique Bianchi (Tunis, 1948) és un polític nacionalista cors. Militant del FLNC, fou un dels principals participants de l'Afer Bastelica-Fesch de 1980, pel qual fou condemnat a 4 anys de presó, però fou amnistiat el 1981. El 1987 fou membre de la direcció d'A Cuncolta Naziunalista, vitrina legal del FLNC, que abandonà el 1990 per a fundar el Moviment per l'Autodeterminació (MPA), del que el 1991 en fou elegit secretari general i membre de l'Assemblea de Còrsega de 1992 a 1998 per Corsica Nazione. El 2001 fou elegit alcalde de Villanova, des del 2004 pel Partit de la Nació Corsa, i deixà el càrrec el 2011.